# Glen Innes Severn
Glen Innes Severn är en kommun i Australien. Den ligger i delstaten New South Wales, i den sydöstra delen av landet, omkring 470 kilometer norr om delstatshuvudstaden Sydney. Antalet invånare var 8 836 vid folkräkningen 2016. Arean är 5 487 kvadratkilometer.
Följande samhällen finns i Glen Innes Severn:
- Glen Innes
- Mitchell
- Emmaville
- Deepwater
- Red Range